# Liste over sange indspillet af R.E.M.
Dette er liste over sange indspillet og udgivet af det amerikanske alternative rockband R.E.M.. Listen inkluderer kun sange, hvor hele bandet medvirker (Berry, Buck, Mills og Stipe 1983-1997; Buck, Mills og Stipe 1998-2011). Sideprojekter, inklusive bidrag af solokunstnere med bandet er ikke inkluderet. Listen består hovedsageligt af studieindspilninger. Remix- og live-indspilninger er ikke listet separat medmindre sangen kun blev udgivet i dette format Albumsingler er listet som udgivet på deres respektive albums. Hver sang er kun opgivet én gang bortset fra deres første single fra Hib-Tone.

## Sange
| Sang                                                        | Udgivelse | Sangskrivere                                                                                                   | Producer                |
| ----------------------------------------------------------- | --- | --- | ----------------------- |
| "#9 Dream"                                                  | Instant Karma: The Amnesty International Campaign to Save Darfur compilation album                                                 | John Lennon | David Barbe og R.E.M.   |
| "1,000,000"                                                 | Chronic Town | Bill Berry, Peter Buck, Mike Mills, Michael Stipe                                                              | Mitch Easter og R.E.M.  |
| "11th Untitled Song"                                        | Green | Bill Berry, Peter Buck, Mike Mills, Michael Stipe                                                              | Scott Litt og R.E.M.    |
| "165 Hillcrest"                                             | "All the Way to Reno (You're Gonna Be a Star)" single                                                                              | Peter Buck, Mike Mills, Michael Stipe                                                                          | Pat McCarthy og R.E.M.  |
| "2JN"                                                       | "Imitation of Life" single | Peter Buck, Mike Mills, Michael Stipe                                                                          | Pat McCarthy og R.E.M.  |
| "32 Chord Song"                                             | "I'll Take the Rain" single | Peter Buck, Mike Mills, Michael Stipe                                                                          | Pat McCarthy og R.E.M.  |
| "7 Chinese Bros."                                           | Reckoning | Bill Berry, Peter Buck, Mike Mills, Michael Stipe                                                              | Don Dixon, Mitch Easter |
| "9-9"                                                       | Murmur | Bill Berry, Peter Buck, Mike Mills, Michael Stipe                                                              | Don Dixon, Mitch Easter |
| "A Month of Saturdays"                                      | Part Lies, Part Heart, Part Truth, Part Garbage 1982–2011                                                                          | Peter Buck, Mike Mills, Michael Stipe                                                                          | Jacknife Lee og R.E.M.  |
| "Academy Fight Sang"                                        | fanclub single | Roger Miller                                                                                                   |                         |
| "Accelerate"                                                | Accelerate | Peter Buck, Mike Mills, Michael Stipe                                                                          | Jacknife Lee og R.E.M.  |
| "Adagio"                                                    | "Bad Day" single | Peter Buck, Mike Mills, Michael Stipe                                                                          | Pat McCarthy og R.E.M.  |
| "After Hours"                                               | Losing My Religion single | Lou Reed | Scott Litt og R.E.M.    |
| "Aftermath"                                                 | Around the Sun | Peter Buck, Mike Mills, Michael Stipe                                                                          | Pat McCarthy og R.E.M.  |
| "Ages of You"                                               | "Wendell Gee" single | Bill Berry, Peter Buck, Mike Mills, Michael Stipe                                                              | Joe Boyd                |
| "Airliner"                                                  | Accelerate (Deluxe Version) | Buck, Mills, Stipe, Scott McCaughey                                                                            | Jacknife Lee og R.E.M.  |
| "Airportman"                                                | Up | Peter Buck, Mike Mills, Michael Stipe                                                                          | Pat McCarthy og R.E.M.  |
| "All I Have to Do Is Dream"                                 | from the documentary Athens, GA: Inside/Out.                                                                                       | Felice and Boudleaux Bryant                                                                                    |                         |
| "All the Best"                                              | Collapse Into Now | Peter Buck, Mike Mills, Michael Stipe                                                                          | Jacknife Lee og R.E.M.  |
| "All the Right Friends"                                     | Vanilla Sky soundtrack | Bill Berry, Peter Buck, Mike Mills, Michael Stipe                                                              | Pat McCarthy og R.E.M.  |
| "All the Way to Reno (You're Gonna Be a Star)"              | Reveal | Peter Buck, Mike Mills, Michael Stipe                                                                          | Pat McCarthy og R.E.M.  |
| "Alligator_Aviator_Autopilot_Antimatter"                    | Collapse Into Now | Peter Buck, Mike Mills, Michael Stipe                                                                          | Jacknife Lee og R.E.M.  |
| "Animal"                                                    | In Time: The Best of R.E.M. 1988–2003                                                                                              | Peter Buck, Mike Mills, Michael Stipe                                                                          | Pat McCarthy og R.E.M.  |
| "The Apologist"                                             | Up | Peter Buck, Mike Mills, Michael Stipe                                                                          | Pat McCarthy og R.E.M.  |
| "Arms of Love"                                              | "Man on the Moon" single | Robyn Hitchcock                                                                                                | Scott Litt og R.E.M.    |
| "Around the Sun"                                            | Around the Sun | Peter Buck, Mike Mills, Michael Stipe                                                                          | Pat McCarthy og R.E.M.  |
| "The Ascent of Man"                                         | Around the Sun | Peter Buck, Mike Mills, Michael Stipe                                                                          | Pat McCarthy og R.E.M.  |
| "At My Most Beautiful"                                      | Up | Peter Buck, Mike Mills, Michael Stipe                                                                          | Pat McCarthy og R.E.M.  |
| "Auctioneer (Another Engine)"                               | Fables of the Reconstruction | Bill Berry, Peter Buck, Mike Mills, Michael Stipe                                                              | Joe Boyd                |
| "Baby Baby"                                                 | fanclub single | Ian "Knox" Carnochan                                                                                           |                         |
| "Bad Day"                                                   | In Time: The Best of R.E.M. 1988–2003                                                                                              | Peter Buck, Mike Mills, Michael Stipe                                                                          | Pat McCarthy og R.E.M.  |
| "Bandwagon"                                                 | "Cant Get There From Here" single                                                                                                  | Bill Berry, Peter Buck, Mike Mills, Michael Stipe                                                              | Joe Boyd                |
| "Bang and Blame"                                            | Monster | Bill Berry, Peter Buck, Mike Mills, Michael Stipe                                                              | Scott Litt og R.E.M.    |
| "Be Mine"                                                   | New Adventures in Hi-Fi | Bill Berry, Peter Buck, Mike Mills, Michael Stipe                                                              | Scott Litt og R.E.M.    |
| "Beach Ball"                                                | Reveal | Peter Buck, Mike Mills, Michael Stipe                                                                          | Pat McCarthy og R.E.M.  |
| "Beat a Drum"                                               | Reveal | Peter Buck, Mike Mills, Michael Stipe                                                                          | Pat McCarthy og R.E.M.  |
| "Begin the Begin"                                           | Lifes Rich Pageant | Bill Berry, Peter Buck, Mike Mills, Michael Stipe                                                              | Don Gehman              |
| "Belong"                                                    | Out of Time | Bill Berry, Peter Buck, Mike Mills, Michael Stipe                                                              | Scott Litt og R.E.M.    |
| "Binky the Doormat"                                         | New Adventures in Hi-Fi | Bill Berry, Peter Buck, Mike Mills, Michael Stipe                                                              | Scott Litt og R.E.M.    |
| "Bittersweet Me"                                            | New Adventures in Hi-Fi | Bill Berry, Peter Buck, Mike Mills, Michael Stipe                                                              | Scott Litt og R.E.M.    |
| "Blue"                                                      | Collapse Into Now | Peter Buck, Mike Mills, Michael Stipe, Patti Smith                                                             | Jacknife Lee og R.E.M.  |
| "Boy in the Well"                                           | Around the Sun | Peter Buck, Mike Mills, Michael Stipe                                                                          | Pat McCarthy og R.E.M.  |
| "Burning Down"                                              | "Wendell Gee" single | Bill Berry, Peter Buck, Mike Mills, Michael Stipe                                                              | Joe Boyd                |
| "Burning Hell"                                              | "Cant Get There From Here" single                                                                                                  | Bill Berry, Peter Buck, Mike Mills, Michael Stipe                                                              | Joe Boyd                |
| "Camera"                                                    | Reckoning | Bill Berry, Peter Buck, Mike Mills, Michael Stipe                                                              | Don Dixon, Mitch Easter |
| "Cant Get There From Here"                                  | Fables of the Reconstruction | Bill Berry, Peter Buck, Mike Mills, Michael Stipe                                                              | Joe Boyd                |
| "Carnival of Sorts (Box Cars)"                              | Chronic Town | Bill Berry, Peter Buck, Mike Mills, Michael Stipe                                                              | Mitch Easter og R.E.M.  |
| "Catapult"                                                  | Murmur | Bill Berry, Peter Buck, Mike Mills, Michael Stipe                                                              | Don Dixon, Mitch Easter |
| "Chance (Dub)"                                              | "Everybody Hurts" single | Bill Berry, Peter Buck, Mike Mills, Michael Stipe                                                              | Scott Litt og R.E.M.    |
| "Chorus and the Ring"                                       | Reveal | Peter Buck, Mike Mills, Michael Stipe                                                                          | Pat McCarthy og R.E.M.  |
| "Christmas (Baby Please Come Home)"                         | fanclub single | Jeff Barry, Ellie Greenwich, Phil Spector                                                                      |                         |
| "Christmas Griping"                                         | fanclub single | Bill Berry, Peter Buck, Mike Mills, Michael Stipe                                                              |                         |
| "Christmas Time (Is Here Again)"                            | fanclub single | John Lennon, Paul McCartney, George Harrison, Richard Starkey                                                  |                         |
| "Christmas Time Is Here"                                    | fanclub single | Lee Mendelson, Vince Guaraldi                                                                                  |                         |
| "Christmas in Tunisia"                                      | fanclub single | Bill Berry, Peter Buck, Mike Mills, Michael Stipe                                                              |                         |
| "Circus Envy"                                               | Monster | Bill Berry, Peter Buck, Mike Mills, Michael Stipe                                                              | Scott Litt og R.E.M.    |
| "Country Feedback"                                          | Out of Time | Bill Berry, Peter Buck, Mike Mills, Michael Stipe                                                              | Scott Litt og R.E.M.    |
| "Crazy"                                                     | "Driver 8" single | Randy Bewley, Vanessa Briscoe, Curtis Crowe, Michael Lachowski                                                 | Joe Boyd                |
| "Crazy Like a Fox"                                          | fanclub single | Lenny Kaye |                         |
| "Crush with Eyeliner"                                       | Monster | Bill Berry, Peter Buck, Mike Mills, Michael Stipe                                                              | Scott Litt og R.E.M.    |
| "Cuyahoga"                                                  | Lifes Rich Pageant | Bill Berry, Peter Buck, Mike Mills, Michael Stipe                                                              | Don Gehman              |
| "Dark Globe"                                                | "Orange Crush" single | Syd Barrett | Scott Litt og R.E.M.    |
| "Daysleeper"                                                | Up | Peter Buck, Mike Mills, Michael Stipe                                                                          | Pat McCarthy og R.E.M.  |
| "Departure"                                                 | New Adventures in Hi-Fi | Bill Berry, Peter Buck, Mike Mills, Michael Stipe                                                              | Scott Litt og R.E.M.    |
| "Diminished"                                                | Up | Peter Buck, Mike Mills, Michael Stipe                                                                          | Pat McCarthy og R.E.M.  |
| "Disappear"                                                 | Reveal | Peter Buck, Mike Mills, Michael Stipe                                                                          | Pat McCarthy og R.E.M.  |
| "Discoverer"                                                | Collapse Into Now | Peter Buck, Mike Mills, Michael Stipe                                                                          | Jacknife Lee og R.E.M.  |
| "Disturbance at the Heron House"                            | Document | Bill Berry, Peter Buck, Mike Mills, Michael Stipe                                                              | Scott Litt og R.E.M.    |
| "(Don't Go Back To) Rockville"                              | Reckoning | Bill Berry, Peter Buck, Mike Mills, Michael Stipe                                                              | Don Dixon, Mitch Easter |
| "Draggin' the Line"                                         | Austin Powers: The Spy Who Shagged Me soundtrack                                                                                   | Tommy James, Bob King                                                                                          | Pat McCarthy og R.E.M.  |
| "Drive"                                                     | Automatic for the People | Bill Berry, Peter Buck, Mike Mills, Michael Stipe                                                              | Scott Litt og R.E.M.    |
| "Driver 8"                                                  | Fables of the Reconstruction | Bill Berry, Peter Buck, Mike Mills, Michael Stipe                                                              | Joe Boyd                |
| "E-Bow the Letter"                                          | New Adventures in Hi-Fi | Bill Berry, Peter Buck, Mike Mills, Michael Stipe                                                              | Scott Litt og R.E.M.    |
| "Electrolite"                                               | New Adventures in Hi-Fi | Bill Berry, Peter Buck, Mike Mills, Michael Stipe                                                              | Scott Litt og R.E.M.    |
| "Electron Blue"                                             | Around the Sun | Peter Buck, Mike Mills, Michael Stipe                                                                          | Pat McCarthy og R.E.M.  |
| "Emphysema"                                                 | "Daysleeper" single | Peter Buck, Mike Mills, Michael Stipe                                                                          | Pat McCarthy og R.E.M.  |
| "Endgame"                                                   | Out of Time | Bill Berry, Peter Buck, Mike Mills, Michael Stipe                                                              | Scott Litt og R.E.M.    |
| "Every Day Is Yours to Win"                                 | Collapse Into Now | Peter Buck, Mike Mills, Michael Stipe                                                                          | Jacknife Lee og R.E.M.  |
| "Everybody Hurts"                                           | Automatic for the People | Bill Berry, Peter Buck, Mike Mills, Michael Stipe                                                              | Scott Litt og R.E.M.    |
| "Exhuming McCarthy"                                         | Document | Bill Berry, Peter Buck, Mike Mills, Michael Stipe                                                              | Scott Litt og R.E.M.    |
| "Fall On Me"                                                | Lifes Rich Pageant | Bill Berry, Peter Buck, Mike Mills, Michael Stipe                                                              | Don Gehman              |
| "Falls to Climb"                                            | Up | Peter Buck, Mike Mills, Michael Stipe                                                                          | Pat McCarthy og R.E.M.  |
| "Fascinating"                                               | Never officially released, but see Reveal Advance 2001 for more information on unofficial release through the fansite murmurs.com. | Peter Buck, Mike Mills, Michael Stipe                                                                          | Pat McCarthy og R.E.M.  |
| "Favorite Writer"                                           | "Bad Day" single | Linda Hopper, Ruthie Morris                                                                                    | Pat McCarthy og R.E.M.  |
| "Feeling Gravitys Pull"                                     | Fables of the Reconstruction | Bill Berry, Peter Buck, Mike Mills, Michael Stipe                                                              | Joe Boyd                |
| "Femme Fatale"                                              | "Superman" single | Lou Reed | Scott Litt og R.E.M.    |
| "Final Straw"                                               | Around the Sun | Peter Buck, Mike Mills, Michael Stipe                                                                          | Pat McCarthy og R.E.M.  |
| "Find the River"                                            | Automatic for the People | Bill Berry, Peter Buck, Mike Mills, Michael Stipe                                                              | Scott Litt og R.E.M.    |
| "Finest Worksong"                                           | Document | Bill Berry, Peter Buck, Mike Mills, Michael Stipe                                                              | Scott Litt og R.E.M.    |
| "Fireplace"                                                 | Document | Bill Berry, Peter Buck, Mike Mills, Michael Stipe                                                              | Scott Litt og R.E.M.    |
| "First We Take Manhattan"                                   | I'm Your Fan Leonard Cohen tribute album                                                                                           | Leonard Cohen                                                                                                  | Scott Litt og R.E.M.    |
| "The Flowers of Guatemala"                                  | Lifes Rich Pageant | Bill Berry, Peter Buck, Mike Mills, Michael Stipe                                                              | Don Gehman              |
| "Forty Second Song"                                         | "Shiny Happy People" single | Bill Berry, Peter Buck, Mike Mills, Michael Stipe                                                              | Scott Litt og R.E.M.    |
| "Fretless"                                                  | Until the End of the World soundtrack                                                                                              | Bill Berry, Peter Buck, Mike Mills, Michael Stipe                                                              | Scott Litt og R.E.M.    |
| "Fruity Organ"                                              | "Man on the Moon" single | Bill Berry, Peter Buck, Mike Mills, Michael Stipe                                                              | Scott Litt og R.E.M.    |
| "Funtime"                                                   | "Get Up" single | Iggy Pop | Scott Litt og R.E.M.    |
| "Gardening at Night"                                        | Chronic Town | Bill Berry, Peter Buck, Mike Mills, Michael Stipe                                                              | Mitch Easter og R.E.M.  |
| "Gentle on My Mind" (Live)                                  | Sounds Eclectic: The Covers Project                                                                                                | John Hartford                                                                                                  |                         |
| "Get Up"                                                    | Green | Bill Berry, Peter Buck, Mike Mills, Michael Stipe                                                              | Scott Litt og R.E.M.    |
| "Ghost Reindeer in the Sky"                                 | fanclub single | Stan Jones |                         |
| "Ghost Rider"                                               | "Orange Crush" | Martin Reverby, Alan Vega                                                                                      | Scott Litt og R.E.M.    |
| "Good Advices"                                              | Fables of the Reconstruction | Bill Berry, Peter Buck, Mike Mills, Michael Stipe                                                              | Joe Boyd                |
| "Good King Wenceslas"                                       | fanclub single | Traditional |                         |
| "The Great Beyond"                                          | Man on the Moon soundtrack | Peter Buck, Mike Mills, Michael Stipe                                                                          | Pat McCarthy og R.E.M.  |
| "Green Grow the Rushes"                                     | Fables of the Reconstruction | Bill Berry, Peter Buck, Mike Mills, Michael Stipe                                                              | Joe Boyd                |
| "Hairshirt"                                                 | Green | Bill Berry, Peter Buck, Mike Mills, Michael Stipe                                                              | Scott Litt og R.E.M.    |
| "Half a World Away"                                         | Out of Time | Bill Berry, Peter Buck, Mike Mills, Michael Stipe                                                              | Scott Litt og R.E.M.    |
| "Hallelujah"                                                | Part Lies, Part Heart, Part Truth, Part Garbage 1982–2011                                                                          | Peter Buck, Mike Mills, Michael Stipe                                                                          | Jacknife Lee og R.E.M.  |
| "Harborcoat"                                                | Reckoning | Bill Berry, Peter Buck, Mike Mills, Michael Stipe                                                              | Don Dixon, Mitch Easter |
| "Hastings and Main"                                         | fanclub single | Peter Buck, Mike Mills, Michael Stipe, Ken Stringfellow, Scott McCaughey, Joey Waronker                        |                         |
| "High Speed Train"                                          | Around the Sun | Peter Buck, Mike Mills, Michael Stipe                                                                          | Pat McCarthy og R.E.M.  |
| "Hollow Man"                                                | Accelerate | Peter Buck, Mike Mills, Michael Stipe                                                                          | Jacknife Lee og R.E.M.  |
| "Hope"                                                      | Up | Peter Buck, Mike Mills, Michael Stipe                                                                          | Pat McCarthy og R.E.M.  |
| "Horse to Water"                                            | Accelerate | Peter Buck, Mike Mills, Michael Stipe                                                                          | Jacknife Lee og R.E.M.  |
| "Houston"                                                   | Accelerate | Peter Buck, Mike Mills, Michael Stipe                                                                          | Jacknife Lee og R.E.M.  |
| "How the West Was Won and Where It Got Us"                  | New Adventures in Hi-Fi | Bill Berry, Peter Buck, Mike Mills, Michael Stipe                                                              | Scott Litt og R.E.M.    |
| "Hyena"                                                     | Lifes Rich Pageant | Bill Berry, Peter Buck, Mike Mills, Michael Stipe                                                              | Don Gehman              |
| "I Believe"                                                 | Lifes Rich Pageant | Bill Berry, Peter Buck, Mike Mills, Michael Stipe                                                              | Don Gehman              |
| "I Don't Sleep, I Dream"                                    | Monster | Bill Berry, Peter Buck, Mike Mills, Michael Stipe                                                              | Scott Litt og R.E.M.    |
| "I Remember California"                                     | Green | Bill Berry, Peter Buck, Mike Mills, Michael Stipe                                                              | Scott Litt og R.E.M.    |
| "I Took Your Name"                                          | Monster | Bill Berry, Peter Buck, Mike Mills, Michael Stipe                                                              | Scott Litt og R.E.M.    |
| "I Walked with a Zombie"                                    | Where the Pyramid Meets the Eye: A Tribute to Roky Erickson                                                                        | Roky Erikson                                                                                                   | Scott Litt og R.E.M.    |
| "I Wanted to Be Wrong"                                      | Around the Sun | Peter Buck, Mike Mills, Michael Stipe                                                                          | Pat McCarthy og R.E.M.  |
| "I Will Survive"                                            | fanclub single | Freddie Perren, Dino Fekaris                                                                                   |                         |
| "Ignoreland"                                                | Automatic for the People | Bill Berry, Peter Buck, Mike Mills, Michael Stipe                                                              | Scott Litt og R.E.M.    |
| "Iht→U→Ediytw (Dubmix)"                                     | fanclub single | Peter Buck, Mike Mills, Michael Stipe                                                                          |                         |
| "I'll Take the Rain"                                        | Reveal | Peter Buck, Mike Mills, Michael Stipe                                                                          | Pat McCarthy og R.E.M.  |
| "I'm Gonna DJ"                                              | Accelerate | Peter Buck, Mike Mills, Michael Stipe                                                                          | Emer Patten             |
| "Imitation of Life"                                         | Reveal | Peter Buck, Mike Mills, Michael Stipe                                                                          | Pat McCarthy og R.E.M.  |
| "Indian Summer"                                             | "Hollow Man" single | Calvin Johnson                                                                                                 | Jacknife Lee og R.E.M.  |
| "It Happened Today"                                         | Collapse Into Now | Peter Buck, Mike Mills, Michael Stipe                                                                          | Jacknife Lee og R.E.M.  |
| "It's a Free World, Baby"                                   | Coneheads soundtrack | Bill Berry, Peter Buck, Mike Mills, Michael Stipe                                                              | Scott Litt og R.E.M.    |
| "It's the End of the World As We Know It (And I Feel Fine)" | Document | Bill Berry, Peter Buck, Mike Mills, Michael Stipe                                                              | Scott Litt og R.E.M.    |
| "I've Been High"                                            | Reveal | Peter Buck, Mike Mills, Michael Stipe                                                                          | Pat McCarthy og R.E.M.  |
| "Java"                                                      | fanclub single | Allen Toussaint, Freddy Friday, Alvin Tyler                                                                    |                         |
| "Jesus Christ"                                              | fanclub single | Alex Chilton                                                                                                   |                         |
| "Just a Touch"                                              | Lifes Rich Pageant | Bill Berry, Peter Buck, Mike Mills, Michael Stipe                                                              | Don Gehman              |
| "King of Birds"                                             | Document | Bill Berry, Peter Buck, Mike Mills, Michael Stipe                                                              | Scott Litt og R.E.M.    |
| "King of Comedy"                                            | Monster | Bill Berry, Peter Buck, Mike Mills, Michael Stipe                                                              | Scott Litt og R.E.M.    |
| "King of the Road"                                          | "So. Central Rain (I'm Sorry)" single                                                                                              | Roger Miller                                                                                                   | Don Dixon, Mitch Easter |
| "Kohoutek"                                                  | Fables of the Reconstruction | Bill Berry, Peter Buck, Mike Mills, Michael Stipe                                                              | Joe Boyd                |
| "Last Date"                                                 | "The One I Love" single | Floyd Cramer                                                                                                   | Scott Litt og R.E.M.    |
| "Laughing"                                                  | Murmur | Bill Berry, Peter Buck, Mike Mills, Michael Stipe                                                              | Don Dixon, Mitch Easter |
| "Leave"                                                     | New Adventures in Hi-Fi | Bill Berry, Peter Buck, Mike Mills, Michael Stipe                                                              | Scott Litt og R.E.M.    |
| "Leaving New York"                                          | Around the Sun | Peter Buck, Mike Mills, Michael Stipe                                                                          | Pat McCarthy og R.E.M.  |
| "Let Me In"                                                 | Monster | Bill Berry, Peter Buck, Mike Mills, Michael Stipe                                                              | Scott Litt og R.E.M.    |
| "Letter Never Sent"                                         | Reckoning | Bill Berry, Peter Buck, Mike Mills, Michael Stipe                                                              | Don Dixon, Mitch Easter |
| "Life and How to Live It"                                   | Fables of the Reconstruction | Bill Berry, Peter Buck, Mike Mills, Michael Stipe                                                              | Joe Boyd                |
| "The Lifting"                                               | Reveal | Peter Buck, Mike Mills, Michael Stipe                                                                          | Pat McCarthy og R.E.M.  |
| "Lightnin' Hopkins"                                         | Document | Bill Berry, Peter Buck, Mike Mills, Michael Stipe                                                              | Scott Litt og R.E.M.    |
| "The Lion Sleeps Tonight"                                   | "The Sidewinder Sleeps Tonite" single                                                                                              | Solomon Linda, Hugo Peretti, Luigi Creatore, George David Weiss, Albert Stanton                                | Scott Litt og R.E.M.    |
| "Little America"                                            | Reckoning | Bill Berry, Peter Buck, Mike Mills, Michael Stipe                                                              | Don Dixon, Mitch Easter |
| "Live for Today"                                            | fanclub single | Bill Berry, Peter Buck, Mike Mills, Michael Stipe                                                              |                         |
| "Living Well Is the Best Revenge"                           | Accelerate | Peter Buck, Mike Mills, Michael Stipe                                                                          | Jacknife Lee og R.E.M.  |
| "Living Well Jesus Dog"                                     | "Man-Sized Wreath" single | Peter Buck, Mike Mills, Michael Stipe                                                                          | Jacknife Lee og R.E.M.  |
| "Losing My Religion"                                        | Out of Time | Bill Berry, Peter Buck, Mike Mills, Michael Stipe                                                              | Scott Litt og R.E.M.    |
| "Lotus"                                                     | Up | Peter Buck, Mike Mills, Michael Stipe                                                                          | Pat McCarthy og R.E.M.  |
| "Love Is All Around"                                        | I Shot Andy Warhol soundtrack | Reg Presley | Scott Litt og R.E.M.    |
| "Low"                                                       | Out of Time | Bill Berry, Peter Buck, Mike Mills, Michael Stipe                                                              | Scott Litt og R.E.M.    |
| "Low Desert"                                                | New Adventures in Hi-Fi | Bill Berry, Peter Buck, Mike Mills, Michael Stipe                                                              | Scott Litt og R.E.M.    |
| "Magnetic North"                                            | fanclub single | Peter Buck, Mike Mills, Michael Stipe                                                                          |                         |
| "Make It All Okay"                                          | Around the Sun | Peter Buck, Mike Mills, Michael Stipe                                                                          | Pat McCarthy og R.E.M.  |
| "Man on the Moon"                                           | Automatic for the People | Bill Berry, Peter Buck, Mike Mills, Michael Stipe                                                              | Scott Litt og R.E.M.    |
| "Mandolin Strum"                                            | "Everybody Hurts" single | Bill Berry, Peter Buck, Mike Mills, Michael Stipe                                                              | Scott Litt og R.E.M.    |
| "Man-Sized Wreath"                                          | Accelerate | Peter Buck, Mike Mills, Michael Stipe                                                                          | Jacknife Lee og R.E.M.  |
| "Maps and Legends"                                          | Fables of the Reconstruction | Bill Berry, Peter Buck, Mike Mills, Michael Stipe                                                              | Joe Boyd                |
| "Me in Honey"                                               | Out of Time | Bill Berry, Peter Buck, Mike Mills, Michael Stipe                                                              | Scott Litt og R.E.M.    |
| "Me, Marlon Brando, Marlon Brando and I"                    | Collapse Into Now | Peter Buck, Mike Mills, Michael Stipe                                                                          | Jacknife Lee og R.E.M.  |
| "Memphis Train Blues"                                       | "Stand" single | Bill Berry, Peter Buck, Mike Mills, Michael Stipe                                                              | Scott Litt og R.E.M.    |
| "Mine Smell Like Honey"                                     | Collapse Into Now | Peter Buck, Mike Mills, Michael Stipe                                                                          | Jacknife Lee og R.E.M.  |
| "Mr. Richards"                                              | Accelerate | Peter Buck, Mike Mills, Michael Stipe                                                                          | Jacknife Lee og R.E.M.  |
| "Monty Got a Raw Deal"                                      | Automatic for the People | Bill Berry, Peter Buck, Mike Mills, Michael Stipe                                                              | Scott Litt og R.E.M.    |
| "Moon River"                                                | Reckoning 1992 I.R.S. Vintage Years reissue                                                                                        | Johnny Mercer                                                                                                  |                         |
| "Moral Kiosk"                                               | Murmur | Bill Berry, Peter Buck, Mike Mills, Michael Stipe                                                              | Don Dixon, Mitch Easter |
| "Munich" (Live)                                             | Radio 1's Live Lounge – Volume 3                                                                                                   | Chris Urbanowicz, Edward Lay, Russell Leetch, Tom Smith                                                        |                         |
| "Mystery to Me" (Demo)                                      | And I Feel Fine... The Best of the I.R.S. Years 1982–1987                                                                          | Bill Berry, Peter Buck, Mike Mills, Michael Stipe                                                              | Don Gehman              |
| "Near Wild Heaven"                                          | Out of Time | Bill Berry, Peter Buck, Mike Mills, Michael Stipe                                                              | Scott Litt og R.E.M.    |
| "New Orleans Instrumental No. 1"                            | Automatic for the People | Bill Berry, Peter Buck, Mike Mills, Michael Stipe                                                              | Scott Litt og R.E.M.    |
| "New Orleans Instrumental No. 2"                            | "Man on the Moon" single | Bill Berry, Peter Buck, Mike Mills, Michael Stipe                                                              | Scott Litt og R.E.M.    |
| "New Test Leper"                                            | New Adventures in Hi-Fi | Bill Berry, Peter Buck, Mike Mills, Michael Stipe                                                              | Scott Litt og R.E.M.    |
| "Nightswimming"                                             | Automatic for the People | Bill Berry, Peter Buck, Mike Mills, Michael Stipe                                                              | Scott Litt og R.E.M.    |
| "No Matter What"                                            | fanclub single | Pete Ham |                         |
| "Nola-4/26/2010"                                            | "Oh My Heart" single | Peter Buck, Mike Mills, Michael Stipe                                                                          | Jacknife Lee og R.E.M.  |
| "Oddfellows Local 151"                                      | Document | Bill Berry, Peter Buck, Mike Mills, Michael Stipe                                                              | Scott Litt og R.E.M.    |
| "Oh My Heart"                                               | Collapse Into Now | Peter Buck, Mike Mills, Michael Stipe, Scott McCaughey                                                         | Jacknife Lee og R.E.M.  |
| "Old Man Kensey"                                            | Fables of the Reconstruction | Jerry Ayers, Bill Berry, Peter Buck, Mike Mills, Michael Stipe                                                 | Joe Boyd                |
| "On the Fly" (Live)                                         | Live at The Olympia | Peter Buck, Mike Mills, Michael Stipe                                                                          | Jacknife Lee            |
| "The One I Love"                                            | Document | Bill Berry, Peter Buck, Mike Mills, Michael Stipe                                                              | Scott Litt og R.E.M.    |
| "Only in America"                                           | fanclub single | Jerry Leiber, Mike Stoller                                                                                     |                         |
| "Orange Crush"                                              | Green | Bill Berry, Peter Buck, Mike Mills, Michael Stipe                                                              | Scott Litt og R.E.M.    |
| "Organ Song"                                                | "The Sidewinder Sleeps Tonite" single                                                                                              | Bill Berry, Peter Buck, Mike Mills, Michael Stipe                                                              | Scott Litt og R.E.M.    |
| "Out in the Country"                                        | "Bad Day" single | Paul Williams, Roger Nichols                                                                                   | Pat McCarthy og R.E.M.  |
| "Out of Tune" (Demo)                                        | Lifes Rich Pageant 25th Anniversary Deluxe Edition                                                                                 | Peter Buck, Mike Mills, Michael Stipe                                                                          |                         |
| "The Outsiders"                                             | Around the Sun | Peter Buck, Mike Mills, Michael Stipe                                                                          | Pat McCarthy og R.E.M.  |
| "Pale Blue Eyes"                                            | "So. Central Rain (I'm Sorry)" single                                                                                              | Lou Reed | Don Dixon, Mitch Easter |
| "Parade of the Wooden Soldiers"                             | fanclub single | Modest Mussorgsky                                                                                              |                         |
| "Parakeet"                                                  | Up | Peter Buck, Mike Mills, Michael Stipe                                                                          | Pat McCarthy og R.E.M.  |
| "The Passenger" (Live)                                      | "At My Most Beautiful" single | Iggy Pop | Pat McCarthy og R.E.M.  |
| "Perfect Circle"                                            | Murmur | Bill Berry, Peter Buck, Mike Mills, Michael Stipe                                                              | Don Dixon, Mitch Easter |
| "Permanent Vacation"                                        | iTunes Originals – R.E.M. | Bill Berry, Peter Buck, Mike Mills, Michael Stipe                                                              | Pat McCarthy og R.E.M.  |
| "Photograph" (with Natalie Merchant)                        | Born to Choose compilation album                                                                                                   | Berry, Buck, Mills, Stipe, Merchant                                                                            |                         |
| "Pilgrimage"                                                | Murmur | Bill Berry, Peter Buck, Mike Mills, Michael Stipe                                                              | Don Dixon, Mitch Easter |
| "Pop Song 89"                                               | Green | Bill Berry, Peter Buck, Mike Mills, Michael Stipe                                                              | Scott Litt og R.E.M.    |
| "Pretty Persuasion"                                         | Reckoning | Bill Berry, Peter Buck, Mike Mills, Michael Stipe                                                              | Don Dixon, Mitch Easter |
| "Radio Free Europe" (Hibtone version)                       | "Radio Free Europe" (Hib-Tone single)                                                                                              | Bill Berry, Peter Buck, Mike Mills, Michael Stipe                                                              | Mitch Easter            |
| "Radio Free Europe"                                         | Murmur | Bill Berry, Peter Buck, Mike Mills, Michael Stipe                                                              | Don Dixon, Mitch Easter |
| "Radio Song"                                                | Out of Time | Bill Berry, Peter Buck, Mike Mills, Michael Stipe                                                              | Scott Litt og R.E.M.    |
| "Red Head Walking"                                          | Accelerate (Deluxe Version) | Calvin Johnson                                                                                                 | Jacknife Lee og R.E.M.  |
| "Revolution"                                                | Batman & Robin soundtrack | Bill Berry, Peter Buck, Mike Mills, Michael Stipe                                                              | Scott Litt og R.E.M.    |
| "Romance"                                                   | Made in Heaven soundtrack | Bill Berry, Peter Buck, Mike Mills, Michael Stipe                                                              | Scott Litt og R.E.M.    |
| "Rotary Eleven"                                             | "Losing My Religion" single | Bill Berry, Peter Buck, Mike Mills, Michael Stipe                                                              | Scott Litt og R.E.M.    |
| "Rotary Ten"                                                | "Fall On Me" single | Bill Berry, Peter Buck, Mike Mills, Michael Stipe                                                              | Don Gehman              |
| "Sad Professor"                                             | Up | Peter Buck, Mike Mills, Michael Stipe                                                                          | Pat McCarthy og R.E.M.  |
| "Santa Baby"                                                | fanclub single | Joan Javits, Philip Springer, Tony Springer                                                                    |                         |
| "Saturn Return"                                             | Reveal | Peter Buck, Mike Mills, Michael Stipe                                                                          | Pat McCarthy og R.E.M.  |
| "Second Guessing"                                           | Reckoning | Bill Berry, Peter Buck, Mike Mills, Michael Stipe                                                              | Don Dixon, Mitch Easter |
| "See No Evil"                                               | fanclub single | Tom Verlaine                                                                                                   |                         |
| "Sex Bomb"                                                  | fanclub single | Will Shatter                                                                                                   |                         |
| "Shaking Through"                                           | Murmur | Bill Berry, Peter Buck, Mike Mills, Michael Stipe                                                              | Don Dixon, Mitch Easter |
| "She Just Wants to Be"                                      | Reveal | Peter Buck, Mike Mills, Michael Stipe                                                                          | Pat McCarthy og R.E.M.  |
| "Shiny Happy People"                                        | Out of Time | Bill Berry, Peter Buck, Mike Mills, Michael Stipe                                                              | Scott Litt og R.E.M.    |
| "The Sidewinder Sleeps Tonite"                              | Automatic for the People | Bill Berry, Peter Buck, Mike Mills, Michael Stipe                                                              | Scott Litt og R.E.M.    |
| "Silver Bells"                                              | fanclub single | Jay Livingston, Ray Evans                                                                                      |                         |
| "Sing For The Submarine"                                    | Accelerate | Peter Buck, Mike Mills, Michael Stipe                                                                          | Jacknife Lee og R.E.M.  |
| "Sitting Still" (Hib-Tone version)                          | "Radio Free Europe" (Hib-Tone single)                                                                                              | Bill Berry, Peter Buck, Mike Mills, Michael Stipe                                                              | Mitch Easter            |
| "Sitting Still"                                             | Murmur | Bill Berry, Peter Buck, Mike Mills, Michael Stipe                                                              | Don Dixon, Mitch Easter |
| "Skin Tight" (Live)                                         | "Stand" single | James Williams, Clarence Satchell, Leroy "Sugarfoot" Bonner, Marshall Jones, Ralph Middlebrooks, Marvin Pierce | Scott Litt og R.E.M.    |
| "Smokin' in the Boys Room"                                  | REMTV | Cub Koda, Michael Lutz                                                                                         |                         |
| "So Fast, So Numb"                                          | New Adventures in Hi-Fi | Bill Berry, Peter Buck, Mike Mills, Michael Stipe                                                              | Scott Litt og R.E.M.    |
| "So. Central Rain (I'm Sorry)"                              | Reckoning | Bill Berry, Peter Buck, Mike Mills, Michael Stipe                                                              | Don Dixon, Mitch Easter |
| "Sponge"                                                    | Sweet Relief II: Gravity of the Situation Vic Chesnutt tribute album                                                               | Vic Chesnutt                                                                                                   | Scott Litt og R.E.M.    |
| "Stand"                                                     | Green | Bill Berry, Peter Buck, Mike Mills, Michael Stipe                                                              | Scott Litt og R.E.M.    |
| "Star 69"                                                   | Monster | Bill Berry, Peter Buck, Mike Mills, Michael Stipe                                                              | Scott Litt og R.E.M.    |
| "Star Me Kitten"                                            | Automatic for the People | Bill Berry, Peter Buck, Mike Mills, Michael Stipe                                                              | Scott Litt og R.E.M.    |
| "Staring Down the Barrel of the Middle Distance" (Live)     | Live at The Olympia | Peter Buck, Mike Mills, Michael Stipe                                                                          | Jacknife Lee            |
| "Strange"                                                   | Document | Bruce Gilbert, Graham Lewis, Colin Newman, Robert Gotobed                                                      | Scott Litt og R.E.M.    |
| "Strange Currencies"                                        | Monster | Bill Berry, Peter Buck, Mike Mills, Michael Stipe                                                              | Scott Litt og R.E.M.    |
| "Stumble"                                                   | Chronic Town | Bill Berry, Peter Buck, Mike Mills, Michael Stipe                                                              | Mitch Easter og R.E.M.  |
| "Summer Turns to High"                                      | Reveal | Peter Buck, Mike Mills, Michael Stipe                                                                          | Pat McCarthy og R.E.M.  |
| "Summertime"                                                | fanclub single | George Gershwin                                                                                                |                         |
| "Superman"                                                  | Lifes Rich Pageant | Gary Zekley, Mitchell Bottler                                                                                  | Don Gehman              |
| "Supernatural Superserious"                                 | Accelerate | Peter Buck, Mike Mills, Michael Stipe                                                                          | Jacknife Lee og R.E.M.  |
| "Surfing the Ganges"                                        | "Lotus" single | Peter Buck, Mike Mills, Michael Stipe                                                                          | Pat McCarthy og R.E.M.  |
| "Suspicion"                                                 | Up | Peter Buck, Mike Mills, Michael Stipe                                                                          | Pat McCarthy og R.E.M.  |
| "Swan Swan H"                                               | Lifes Rich Pageant | Bill Berry, Peter Buck, Mike Mills, Michael Stipe                                                              | Don Gehman              |
| "Sweetness Follows"                                         | Automatic for the People | Bill Berry, Peter Buck, Mike Mills, Michael Stipe                                                              | Scott Litt og R.E.M.    |
| "Take Seven"                                                | fanclub single | Peter Buck, Mike Mills, Michael Stipe                                                                          |                         |
| "Talk About the Passion"                                    | Murmur | Bill Berry, Peter Buck, Mike Mills, Michael Stipe                                                              | Don Dixon, Mitch Easter |
| "Texarkana"                                                 | Out of Time | Bill Berry, Peter Buck, Mike Mills, Michael Stipe                                                              | Scott Litt og R.E.M.    |
| "That Someone Is You"                                       | Collapse Into Now | Peter Buck, Mike Mills, Michael Stipe                                                                          | Jacknife Lee og R.E.M.  |
| "Theme from Two Steps Onward" (Demo)                        | And I Feel Fine... The Best of the I.R.S. Years 1982–1987                                                                          | Bill Berry, Peter Buck, Mike Mills, Michael Stipe                                                              | Don Gehman              |
| "There She Goes Again"                                      | "Radio Free Europe" single | Lou Reed | Don Dixon, Mitch Easter |
| "These Days"                                                | Lifes Rich Pageant | Bill Berry, Peter Buck, Mike Mills, Michael Stipe                                                              | Don Gehman              |
| "Throw Those Trolls Away" (Demo)                            | Fables of the Reconstruction (25th Anniversary Deluxe Edition)                                                                     | Peter Buck, Mike Mills, Michael Stipe                                                                          |                         |
| "Time After Time (annElise)"                                | Reckoning | Bill Berry, Peter Buck, Mike Mills, Michael Stipe                                                              | Don Dixon, Mitch Easter |
| "Tighten Up"                                                | Bucketfull of Brains magazine | Archie Bell, Billy Buttier                                                                                     |                         |
| "Tired of Singing Trouble"                                  | Lifes Rich Pageant I.R.S. Vintage Years reissue                                                                                    | Bill Berry, Peter Buck, Mike Mills, Michael Stipe                                                              |                         |
| "Tom's Diner" (Live)                                        | "Near Wild Heaven" single | Suzanne Vega                                                                                                   | Scott Litt og R.E.M.    |
| "Tongue"                                                    | Monster | Bill Berry, Peter Buck, Mike Mills, Michael Stipe                                                              | Scott Litt og R.E.M.    |
| "Toyland"                                                   | fanclub single | Victor Herbert, Glen MacDonough                                                                                |                         |
| "Toys in the Attic"                                         | "Fall On Me" single | Steven Tyler, Joe Perry                                                                                        | Don Gehman              |
| "Tricycle"                                                  | "E-Bow the Letter" single | Bill Berry, Peter Buck, Mike Mills, Michael Stipe                                                              | Scott Litt og R.E.M.    |
| "Try Not to Breathe"                                        | Automatic for the People | Bill Berry, Peter Buck, Mike Mills, Michael Stipe                                                              | Scott Litt og R.E.M.    |
| "Turn You Inside-Out"                                       | Green | Bill Berry, Peter Buck, Mike Mills, Michael Stipe                                                              | Scott Litt og R.E.M.    |
| "Überlin"                                                   | Collapse Into Now | Peter Buck, Mike Mills, Michael Stipe                                                                          | Jacknife Lee og R.E.M.  |
| "Underneath the Bunker"                                     | Lifes Rich Pageant | Bill Berry, Peter Buck, Mike Mills, Michael Stipe                                                              | Don Gehman              |
| "Undertow"                                                  | New Adventures in Hi-Fi | Bill Berry, Peter Buck, Mike Mills, Michael Stipe                                                              | Scott Litt og R.E.M.    |
| "Until the Day Is Done"                                     | Accelerate | Peter Buck, Mike Mills, Michael Stipe                                                                          | Jacknife Lee og R.E.M.  |
| "Voice of Harold"                                           | "So. Central Rain (I'm Sorry)" single                                                                                              | Bill Berry, Peter Buck, Mike Mills, Michael Stipe                                                              | Don Dixon, Mitch Easter |
| "The Wake-Up Bomb"                                          | New Adventures in Hi-Fi | Bill Berry, Peter Buck, Mike Mills, Michael Stipe                                                              | Scott Litt og R.E.M.    |
| "Wait" (Demo)                                               | Lifes Rich Pageant (25th Anniversary Deluxe Edition)                                                                               | Peter Buck, Mike Mills, Michael Stipe                                                                          |                         |
| "Walk It Back"                                              | Collapse Into Now | Peter Buck, Mike Mills, Michael Stipe                                                                          | Jacknife Lee og R.E.M.  |
| "Walk Unafraid"                                             | Up | Peter Buck, Mike Mills, Michael Stipe                                                                          | Pat McCarthy og R.E.M.  |
| "Wall of Death"                                             | Beat the Retreat Richard Thompson tribute album                                                                                    | Richard Thompson                                                                                               | Scott Litt og R.E.M.    |
| "Walter's Theme"                                            | "So. Central Rain (I'm Sorry)" single                                                                                              | Bill Berry, Peter Buck, Mike Mills, Michael Stipe                                                              | Don Dixon, Mitch Easter |
| "Wanderlust"                                                | Around the Sun | Peter Buck, Mike Mills, Michael Stipe                                                                          | Pat McCarthy og R.E.M.  |
| "We All Go Back to Where We Belong"                         | Part Lies, Part Heart, Part Truth, Part Garbage 1982–2011                                                                          | Peter Buck, Mike Mills, Michael Stipe                                                                          | Jacknife Lee og R.E.M.  |
| "We Walk"                                                   | Murmur | Bill Berry, Peter Buck, Mike Mills, Michael Stipe                                                              | Don Dixon, Mitch Easter |
| "Welcome to the Occupation"                                 | Document | Bill Berry, Peter Buck, Mike Mills, Michael Stipe                                                              | Scott Litt og R.E.M.    |
| "Wendell Gee"                                               | Fables of the Reconstruction | Bill Berry, Peter Buck, Mike Mills, Michael Stipe                                                              | Joe Boyd                |
| "West of the Fields"                                        | Murmur | Bill Berry, Peter Buck, Mike Mills, Michael Stipe                                                              | Don Dixon, Mitch Easter |
| "What If We Give It Away?"                                  | Lifes Rich Pageant | Bill Berry, Peter Buck, Mike Mills, Michael Stipe                                                              | Don Gehman              |
| "What's the Frequency, Kenneth?"                            | Monster | Bill Berry, Peter Buck, Mike Mills, Michael Stipe                                                              | Scott Litt og R.E.M.    |
| "Where's Captain Kirk?"                                     | fanclub single | Mark Coalfield, Kenneth Spiers                                                                                 |                         |
| "White Tornado"                                             | "Superman" single | Bill Berry, Peter Buck, Mike Mills, Michael Stipe                                                              | Don Gehman              |
| "Why Not Smile"                                             | Up | Peter Buck, Mike Mills, Michael Stipe                                                                          | Pat McCarthy og R.E.M.  |
| "Wichita Lineman" (Live)                                    | "Bittersweet Me" single | Jimmy Webb | Scott Litt og R.E.M.    |
| "Wicked Game"                                               | fanclub single | Chris Isaak |                         |
| "Windout"                                                   | Bachelor Party soundtrack | Bill Berry, Peter Buck, Mike Mills, Michael Stipe                                                              | Don Dixon, Mitch Easter |
| "Winged Mammal Theme"                                       | "Drive" single | Bill Berry, Peter Buck, Mike Mills, Michael Stipe                                                              | Scott Litt og R.E.M.    |
| "Wolves, Lower"                                             | Chronic Town | Bill Berry, Peter Buck, Mike Mills, Michael Stipe                                                              | Mitch Easter og R.E.M.  |
| "World Leader Pretend"                                      | Green | Bill Berry, Peter Buck, Mike Mills, Michael Stipe                                                              | Scott Litt og R.E.M.    |
| "The Worst Joke Ever"                                       | Around the Sun | Peter Buck, Mike Mills, Michael Stipe                                                                          | Pat McCarthy og R.E.M.  |
| "The Wrong Child"                                           | Green | Bill Berry, Peter Buck, Mike Mills, Michael Stipe                                                              | Scott Litt og R.E.M.    |
| "Yellow River"                                              | "All the Way to Reno (You're Gonna Be a Star)" single                                                                              | Jeff Christie                                                                                                  | Pat McCarthy og R.E.M.  |
| "You"                                                       | Monster | Bill Berry, Peter Buck, Mike Mills, Michael Stipe                                                              | Scott Litt og R.E.M.    |
| "You Are the Everything"                                    | Green | Bill Berry, Peter Buck, Mike Mills, Michael Stipe                                                              | Scott Litt og R.E.M.    |
| "You're in the Air"                                         | Up | Peter Buck, Mike Mills, Michael Stipe                                                                          | Pat McCarthy og R.E.M.  |
| "Zither"                                                    | New Adventures in Hi-Fi | Bill Berry, Peter Buck, Mike Mills, Michael Stipe                                                              | Scott Litt og R.E.M.    |